# 2016年2月薩伊達澤納布恐怖襲擊
2016年2月薩伊達澤納布恐怖襲擊，是指2016年2月發生在敘利亞大馬士革薩伊達澤納布的連環恐怖主義襲擊事件，共造成83人死亡、59人受傷，由恐怖組織伊斯蘭國發動。

## 過程
2016年2月21日，位於大馬士革以南的薩伊達澤納布發生了四宗炸彈襲擊，分別是自杀式袭击和汽車炸彈爆炸。是次襲擊的目標是伊達澤納布清真寺，該寺是穆罕默德孫女的埋葬地，被伊斯蘭教的什葉派視為聖地，曾遭遇多次襲擊。襲擊於下午繁忙時間在一所市集發生，伊斯蘭國武裝份子先引爆汽車炸彈，再引爆自己身上的炸藥。現場有大量濃煙，車輛、房屋和最少60所店舖遭到爆炸摧毀，群眾爭相逃離襲擊現場，其中有滿身是血的傷者；其中一宗炸彈襲擊發生時，一批學生剛剛下課，他們有些人因而喪生。
是次恐怖襲擊的傷亡人數有不同說法，死者數目方面，香港《文匯報》引述敘利亞人權觀察組織指最少62人遇害，TVBS的報導表示有超過80人死亡，英国广播公司和有线电视新闻网的報導分別引述其他傳媒的數據、認為最少83人喪生，新城電台的報導引述「人權監察組織」（原文如此）指最少有87名死者；傷者數目方面，TVBS、有线电视新闻网、香港《壹週刊》均指有178人受傷，香港《文匯報》和新城電台則分別表示有最少或超過200人受傷。

## 反響
聯合國敘利亞特使斯塔凡·德米斯圖拉對是次襲擊表示譴責。俄羅斯外交部批評，敘利亞發生的連串襲擊是不人道的，極端主義者犯下殘酷的罪行，旨在破壞敘利亞和平進程以及恐嚇愛好和平者。
伊斯蘭國在網上的活躍分子把是次襲擊和同日發生的霍姆斯市恐怖襲擊視為神聖的勝利，該組織的武裝分子在被佔領的敘利亞城市拉卡派發糖果，並強迫民眾在訪問中支持連串恐怖襲擊。